# Oskar Joost
 (mars 2017).
Si vous disposez d'ouvrages ou d'articles de référence ou si vous connaissez des sites web de qualité traitant du thème abordé ici, merci de compléter l'article en donnant les références utiles à sa vérifiabilité et en les liant à la section « Notes et références ».
Oskar Joost, né le 9 juin 1898 à Wissembourg en Alsace et mort le 29 mai 1941 à Berlin, est un musicien et chef d'orchestre allemand. 
Il joue du violon, du saxophone ténor et de la clarinette. Il a exercé sous les pseudonymes de Leo Hardy et Fred Marley, qui furent également utilisés pour d'autres chefs d'orchestre. 

## Biographie
Oskar Joost nait dans une famille de musiciens. Son père Albert Joost sénior, est musicien dans l'armée et joue du violoncelle. C'est lui qui donne à Oskar et son frère Albert (dit Ali) junior leurs premiers cours de musique, et plus précisément de violon. Après avoir étudié Lycée de Leipzig et s'être engagé volontairement dans l'armée durant la Première Guerre mondiale, Oskar Joost renie sa d'agriculteur pour travailler comme employé de banque, et enfin en tant que musicien dans une fanfare.
En 1924, Oskar et son Frère Ali créent L'Orchestre de Danse Oscar Joost, avec Oskar comme violoniste et son frère Ali aux percussions. Ils jouent alors en Allemagne et au Danemark. Leur premier morceau est créé en 1929 pour des grands magasins de Berlin. Le succès commence véritablement en mars 1930, à Berlin avec un premier contrat leur permettant de jouer sur le Toit-terrasse de l' Eden-Hôtel, et d'un second avec Electrola. D'autres contrats suivront comme avec Pallas (1931), Cristal (1931, 1934), Ultraphon/Telefunken (1932), Deutsche Grammophon/Polydor (1934, 1941).
À partir de 1933, Oskar Joost devient membre de la NSDAP. En janvier 1940, il est appelé à combattre dans la Wehrmacht. L'orchestre sera alors dirigé par Rudi Juckeland. Durant la guerre, Oskar Jost exerce au rang de premier-lieutenant. Pour son unité, il composa une Polka bohème et a participé à la composition de morceaux de la Chambre de la musique du Reich. Blessé durant la Bataille de France, il décède d'une grippe en mai 1941, dans un hôpital de Berlin.

## Discographie
- Rainer E. Lotz, Discographie der deutschen de la Tanzmusik, vol. 1, Birgit Lotz Verlag, Bonn, 1993 (vii, p. 1-278).  (ISBN 3-9802656-4-1) /  (ISBN 978-3-9802656-4-5) (contient une liste de tous les morceaux d'Oskar Joost, p. 155–254).

## Sélection de morceaux
- Grüß' mir mein Heimatland,-LF – Rot-Blau 9619 – Berlin, septembre 1929
- Herr Ober - zwei Mokka-F – Electrola EG1890 – Berlin, 16 avril 1930
- Fensterpromenade-F – Kristall 3369 – Berlin, juillet 1933
- Hofkonzert im Hinterhaust (Organ Grinder's Swing)-F – Grammophon 10565 – Berlin, 27 janvier 1937

### Rééditions CD
- Oskar Joost. Die frühen Aufnahmen 1930-1934, Jube (Bear Family Records), avril 2003
- Oskar Joost und sein Orchester. Folge 2. Aus dem Gramophon-Aufnahmen 1934 bis 1939, Jube, 2009

## Sélection de films
- Der Sohn der weißen Berge (1930)
- Montagnes en flammes (1931)
- Die Galavorstellung der Fratellinis (1932)
- Die Herren vom Maxim (1933)
- Kaiserwalzer (1933)
- Keinen Tag ohne dich (1933)
- Regine
- Mach' mich glücklich (1935)
- Allotria (1936)